# Душан Марковић (генерал)
Душан Марковић (Врање, 11. јул 1879 — Београд, 12. октобар 1935) је био дивизијски генерал и командант Жандармерије (1929 —1935).

## Биографија
Рођен је у Врању 11. јула 1879, од мајке Цајке и оца Михаила, коњичког капетана.
Гимназију је завршио у Нишу. Био је питомац 29. класе Ниже школе (1896 — 1899) и 12. класе Више школе Војне академије (1902—1904), коју је са успехом завршио. Завршио је Артиљеријску школу гађања у Србији.
До 1902. године је био водник Тимочког и Моравског артиљеријског пука.
Био је командир вода у Артиљеријском пуку Дунавске дивизије I позива до 1907. Стажирао је у Француској 1907. ради проучавања језика. Исте године је постао ађутант Главног генералштаба и крајем 1907. је постављен за командира батерије Артиљеријског пука Дунавске дивизије I позива. и на До 1912. године био је командир Дунавског и Шумадијског артиљеријског пука.
У Првом балканском рату са Турцима је био командир батерије у Дунавском артиљеријском пуку. Учествовао је у ослобађању Косова. У Другом балканском рату је био командир батерије Артиљеријског пука Шумадијске дивизије II позива и заступник команданта 2. дивизиона истог пука командир батерије. Учествовао је у борбама на Грленским висовима 1913.
Након тога, до јула 1914. је био командир батерије у Артиљеријској подофицирској школи.
У Првом светском рату, до августа 1916. је био командант дивизиона у Тимочком артиљеријском пуку и пољском дивизиону Вардарске дивизије. До августа 1919. је био у служби у артиљеријском одељењу Врховне команде. Учествовао је у борбама код Островског језера, на Црној реци 1916. и у Пробоју Солунског фронта (1918).
Након рата је ступио у до јуна 1921. је био командир батерије Артиљеријског пука Дравске дивизије у Љубљани. Након тога је радио у Артиљеријској инспекцији, у Наставном одељењу Главног генералштаба (1922), командант Потиске артиљеријске бригаде у Кикинди (септамбар 1923), поново у Наставном одељењу Главног генералштаба (октобар 1924). У чину дивизионог генерала, постао је командант Брегалничке дивизијске области у Штипу (фебруар 1927).
Био је командант Жандармерије од 4. октобра 1929. и на том положају је остао до августа 1935, када је због болести разрешен дужности и стављен на расположење Министарству војске и морнарице.

## Чинови
- потпоручник 1899.
- поручник 1902.
- капетан 1906.
- мајор 1912.
- потпуковник 1914.
- пуковник 1915.
- бригадни генерал 1923.
- дивизијски генерал 1927.

## Породица
Био је ожењен са Јулијаном, ћерком пешадијског поуковника Михаила Пачића са којом је имао ћерку Браниславу (1912—1933).

## Одликовања
- Карађорђева звезда са мачевима IV реда
- Орден Белог Орла са мачевима IV и III реда
- Орден Светог Саве I реда
- Сребрна медаља за храброст
- Златна медаља за храброст
- Орден Легије части III реда
- Ратни крст (француски)
- Орден за нарочите заслуге (енглески)
- Ратни крст (грчки)